# Zygethobius ecologus
Zygethobius ecologus är en mångfotingart som beskrevs av Chamberlin 1938. Zygethobius ecologus ingår i släktet Zygethobius och familjen fåögonkrypare. Inga underarter finns listade i Catalogue of Life.